# 中國—拉脫維亞關係
中國—拉脫維亞關係，是指歷史上的中國和拉脫維亞（包括中華人民共和國和拉脫維亞共和國）之間的雙邊關係。中國和拉脫維亞在現代的兩國建交前已有貿易和文化上的接觸，中華人民共和國和拉脫維亞共和國則在1991年9月12日建立外交關係。

## 歷史

### 1940年代至1990年代
在第二次世界大戰時，有拉脱维亚人到中國参與抗日戰爭。
拉脱维亚曾是蘇聯的領土；1991年8月22日，拉脫維亞蘇維埃社會主義共和國最高蘇維埃宣佈拉脱维亚恢复独立。在苏联国务委员会承认包括拉脱维亚在內的波羅的海三國独立後，中華人民共和國也在同年9月7日承认這些国家独立，並派遣時任外交部副部长的田曾佩訪問這三國:231。
翌日，中華人民共和國派代表到波罗的海三国，與這些國家谈判建交。代表人員先到中国駐列宁格勒（現稱圣彼得堡）总領事馆，从总領事馆借來两辆汽车，先到爱沙尼亚，然後到拉脱维亚和立陶宛；當時，波罗的海三国獨立了不久，所以很愿意得到外國的承认，與中華人民共和國建交的過程大致順利。波罗的海三国都不同意用俄語写建交公报，但這些國家當時沒有人懂讀寫中文，中華人民共和國也沒人懂得它們的語言；中華人民共和國早已料到這一點，所以特地从驻英国大使馆调来一名秘书，把以中文草擬的建交公报翻譯為英語。
1991年9月12日，中華人民共和國與拉脱维亚建立外交关系。在中華人民共和國與波羅的海三國的建交公報中，關於台灣問題的篇幅較多；拉脫維亞在建交公報中承認世界上只有一個中國、台灣是中國一部分，又承認中華人民共和國是唯一合法的中國政府。
1992年1月，中華民國外交部政務次長章孝嚴來到波罗的海三国，期間與拉脱维亚建立总领事级外交关係，但未正式建交；拉脱维亚與中華民國方面簽訂文件，表示承認台湾是一個主权独立国家，認定其管辖權及於臺澎金馬地區:204。及後，中华民国在拉脱维亚首都里加設置总领事馆:204。中華民國在拉脱维亚设立总领事馆后，
中華人民共和國发表声明，宣布撤走駐拉脱维亚的大使馆，但沒有與該國断絕邦交；同時，中華人民共和國決定增進拉脱维亚周边国家的對華關係，防止類似事件重演:535。
1994年7月，拉脱维亚政府派員到中華人民共和國，承诺與中華民國断绝领事关系，並與中華人民共和國簽訂關於两国关系正常化的联合公报:655；中華民國駐拉脱维亚的外交機構亦易名為「台北代表團」。

### 2010年代至今
2018年9月18日，中国国家主席习近平在人民大会堂会见来华出席夏季达沃斯论坛的拉脱维亚总统韦约尼斯，韦约尼斯表示，拉中双方保持着良好的政治互信和密切交流，合作潜力巨大。拉脱维亚高度评价“一带一路”重要倡议，认为中东欧和中国合作机制对拉脱维亚非常重要，拉方也愿致力于推动欧中关系发展。会见后，两国元首共同见证了双边合作文件的签署。
然而，在2019年12月，拉脱维亚國安部門首次將中國列入國家威脅評估報告中，并表示有必要更關注中國在当地的活动；2023年，因中國駐法大使盧沙野在接受法國電視一台新聞台时，宣稱包括拉脱维亚在内的前蘇聯國家“主權未定”，拉脱维亚外長对此向中國提出正式抗議，并召见中国驻拉脱维亚大使馆临时代办表示不满。

## 經貿關係
- 中国大陸到拉脱维亚的出口貿易[15]
- 拉脱维亚到中国大陸的出口貿易[16]

中国和拉脱维亚在現代的兩國建交前已有貿易來往；1960年，中国大陸從拉脫維亞蘇維埃社會主義共和國進口了一批拉脱维亚褐牛，其中有30头牛被分配到湖南省。
根據經濟複雜性研究中心網站上的數據，中国大陸到拉脱维亚的出口貿易曾在2007年至2008年上升到超過4億美元的高位，雖然其後稍有回落，但在2010年至2012年繼續呈上升趨勢；2012年，中国大陸出口了5.54億美元到拉脱维亚，最多貨物是機械設備。拉脱维亚到中国大陸的出口貿易在2011年由去年的超過4,000萬美元上升至超過7,000萬美元，但其後有回落；2012年，拉脱维亚出口了不足7,000萬美元到中国大陸。

## 文化關係
拉脫維亞與中國的文化接觸可追溯至現代的兩國成立前。在1869年生於拉脱维亚的彼得·彼得羅維奇·施密特是一名漢學家，他曾学习汉語、满語和蒙古語，大學毕业後來到中国进修:118；他在中國待了三年，期間结识了一些來自欧洲的汉学家，又把自己的所见所闻详细记录下來，常把自己撰寫的文章寄到俄羅斯发表:376。此後，施密特在俄羅斯的學府教授汉語和满語，並撰寫了《官话语法试编》一书:118。
拉脫維亞被認為是波羅的海國家的漢學研究中心，當地不少學府提供汉語課程，中華人民共和國也有為拉脫維亞的汉語教學單位提供教師、獎學金和教材；在中華人民共和國派遣教師到拉脫維亞前，當地有來自台灣的教師教授汉語。拉脱维亚大学設有一所孔子学院，学院向拉脱维亚大学学生提供免费汉語教學，非拉脱维亚大学学生則要繳交學費；這所孔子学院主要教授汉语和中華文化，优秀学生有机会得到奖学金，從而到中国留学。在中國的北京外国语大学、北京第二外国语学院等大学也设有拉脱维亚语专业。
香港和拉脫維亞的學校曾有對方的交換生，而香港的大學亦有教授來自拉脫維亞。

## 外部連結
- 中華人民共和國駐拉脫維亞共和國大使館官方網站（简体中文）（英文）
  - 中華人民共和國駐拉脫維亞共和國大使館經濟商務處官方網站（简体中文）
- 拉脫維亞駐華大使館官方網站（简体中文）（拉脱维亚文）（英文）